# نولا
نولا هي مدينة وبلدية في مدينة متروبوليتان نابولي (Metropolitan City of Naples)، كامبانيا، جنوب إيطاليا. وهي تقع على السهل بين جبل فيزوف وأبينيني. ويعود الفضل إليه تقليديا باسم الأبرشية (Roman Catholic Diocese of Nola) التي أدخلت الأجراس للعبادة المسيحية.
منذ تسعينيات القرن العشرين، أدى التخلص من النفايات السامة من قبل مافيا كامورا إلى تحويل المنطقة المحيطة بها إلى «مثلث الموت» (Triangle of death (Italy))، مع ارتفاع معدلات السرطان إلى حد كبير عن المتوسط الأوروبي.

## السكان
في سنة 1861 بلغ عدد السكان 12٬219 نسمة، وتطور العدد ليصل في سنة 2011 لـ 33٬979 نسمة.
يظهر هذا المخطط البياني تطور النمو السكاني لـ نولا

## توأمة
لنولا اتفاقيات توأمة مع كل من:
- فيتيربو
- غوبيو
- ساساري
- بالمي
- سوتيرا

## أعلام
- جوردانو برونو
- ألفونسو دي لوتشيا
- فنتشنزو سوميسي
- أوكتيفيا الصغرى
- بومبونيو ألجيريو

## روابط خارجية
- Official website of the commune
- A relation from the Italian Parliament on the Camorra in Campania (أكتوبر 2000) (بالإيطالية)
- "The Death Triangle" (2004) (بالإيطالية)
- Websites devoted to the Festival of the Lilies: Website of the Festival of the Lilies Gigli di Nola, iGigli, Giugno Nolano
- One of the "fishing boats" of the Festival of the Lilies